# Serruria heterophylla
Serruria heterophylla är en tvåhjärtbladig växtart som beskrevs av Meissn.. Serruria heterophylla ingår i släktet Serruria och familjen Proteaceae. Inga underarter finns listade i Catalogue of Life.